# Усташка упоришта под Козаром
Усташка упоришта под Козаром током Другог свјетског рата аутора Бориса Радаковића објављена је у издању Архива Републике Српске, Удружења архивских радника Републике Српске, Музеја жртава геноцида и ЈУ Национални парк „Козара“. Рецензенти књиге су проф. др Горан Латиновић и проф. др Вељко Ђурић Мишина. Књига је обима 200 страна. У књизи су у насловном својству обрађена мјеста: Козарац код Приједора, Љубија код Приједора, Сухача код Босанског Новог, Орахова код Босанске Градишке и Ивањска код Бањалуке.

## О аутору
Борис Радаковић рођен је 10. августа 1986. у Приједору. У Приједору је завршио основну и средњу школу. Филозофски факултет, Студијски програм историја, уписао је 2008. године, а дипломирао 2015. године. Један је од оснивача Удружења студената историје „Др Милан Васић“. Током студија учествовао је у више студентских пројеката. Запослен је од 2017. као историчар у Меморијалном музеју на Мраковици.

## О књизи
Дјело историчара Бориса Радаковића „Усташка упоришта под Козаром током Другог свјетског рата“ обрађује изузетно значајну тему, која је била занемарена у српској и југословенској историографији током Социјалистичке Федеративне Републике Југославије, а за чију је обраду, очигледно, било потребно сазријевање новог нараштаја историчара у Републици Српској, потпуно растерећеног било каквих идеолошких стега. Користећи релевантне изворе и литературу, аутор веома аргументовано и објективно пише о усташким упориштима на подручју Приједора (Козарац, Љубија), Новог Града (Сухача), Градишке (Орахова) и Бања Луке (Ивањска), односно о учешћу локалног муслиманског и хрватског становништва у Геноциду над Србима у Независној држави Хрватској и њиховој борби против устанка у Независној држави Хрватској 1941. и ослободилачке борбе српског народа (1941‒1945).
У центру интересовања овог истраживачког рада јесу усташка упоришта ван градских средишта, тј. у већи селима под Козаром. Уз та већа сеоска усташка упоришта везано је било и више мањих упоришта у околним селима која су гравитирала тим центрима. У књизи се открива идентитет усташа, домобрана, усташких милиционера, фашиста, тј. свих оних назива који су коришћени да се заобиђе директна идентификација учесника у Геноциду над Србима у Независној држави Хрватској.
Радаковић сагледава и подјелу на партизане и четнике међу српским устаницим и почетак српског грађанског рата на подручју Козаре, затим улогу Комунистичке партије Југославије, а посебно њено претварање масовне народне побуне у организовани политички покрет. Истражујући о карактеру устанка на Козари и Босанској Крајини, доводи се у питање стереотип о устанку „народа и народности“ и показује да је то био српски устанак за спашавање голих живота српског народа који је био одређен за уништење.